# Holotrichia sauteri
Holotrichia sauteri är en skalbaggsart som beskrevs av Moser 1912. Holotrichia sauteri ingår i släktet Holotrichia och familjen Melolonthidae. Utöver nominatformen finns också underarten H. s. lutaoensis.